# Čelinovac

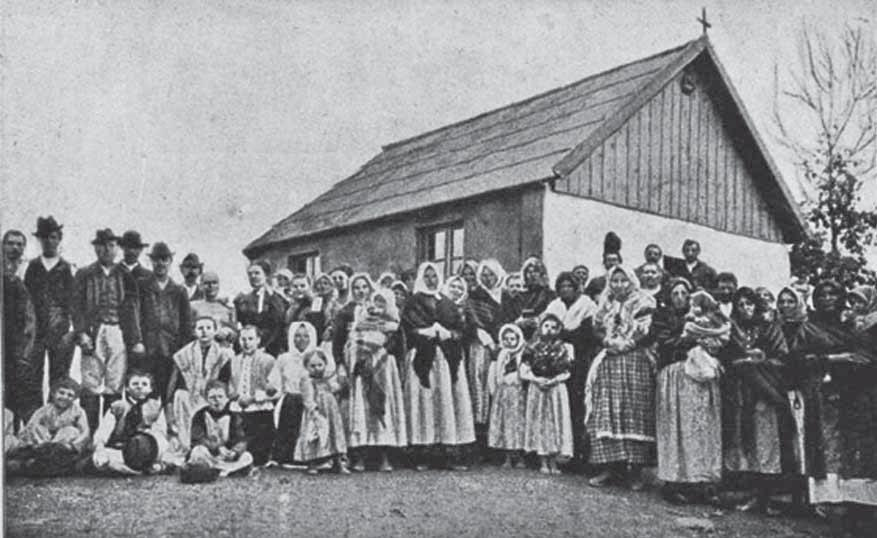
Pierwsi polscy osadnicy w Ćelinovacu

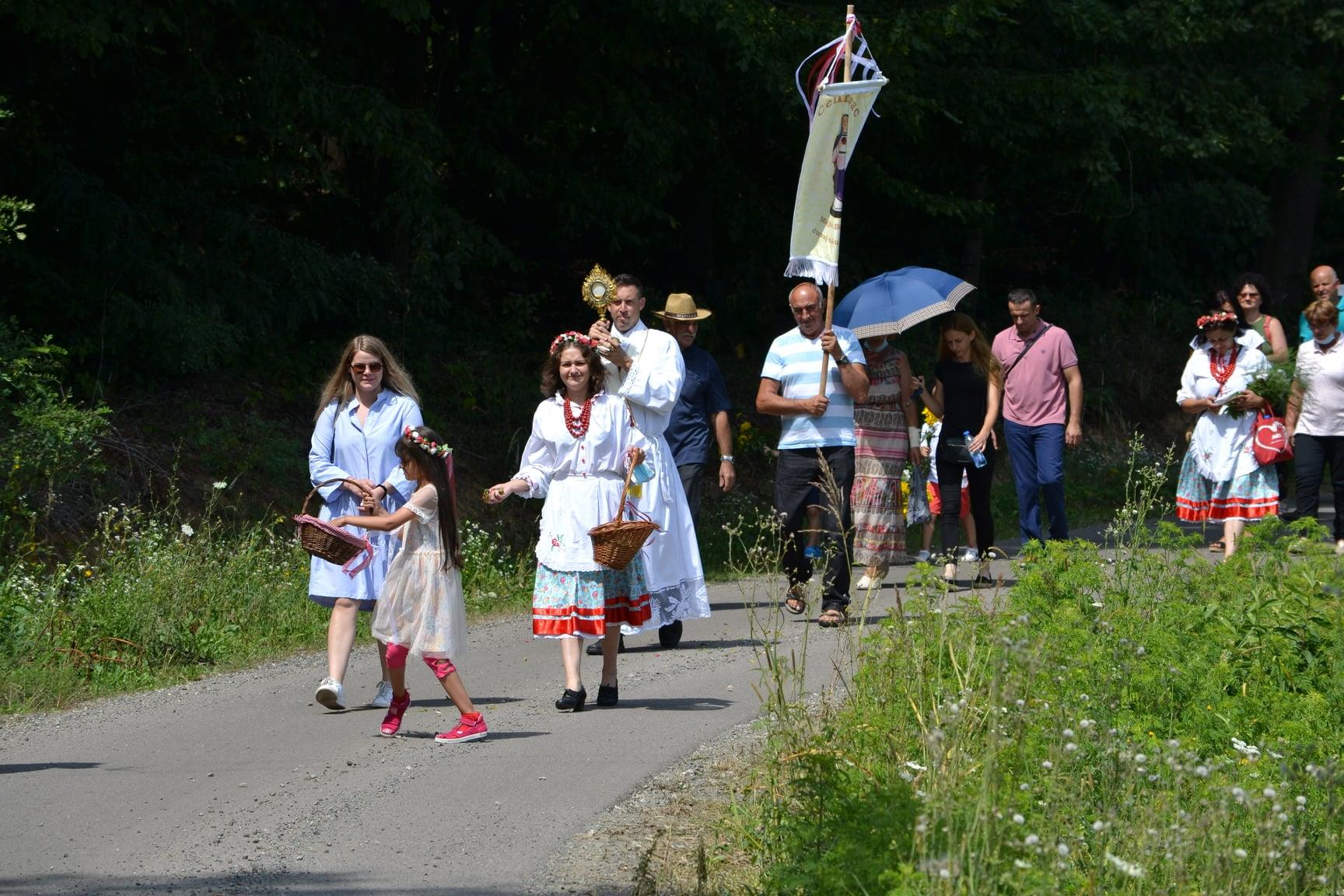
Procesja podczas X festiwalu polonijnego Pirogijada w Ćelinovacu (2020)

Ćelinovac (cyr. Ћелиновац) – wieś w Bośni i Hercegowinie, w Republice Serbskiej, w gminie Gradiška. W 2013 liczyła 36 mieszkańców.
Uznawana za jedyną miejscowość w Bośni i Hercegowinie, która zachowała polski charakter. We wsi regularnie odbywają się wydarzenia lokalnej organizacji polonijnej Stowarzyszenie Polaków i Przyjaciół „Mak” Gradiška, w tym co roku festiwal Pirogijada.